# All-NBA Team 1970-1980
Cestisti inseriti nell'All-NBA Team per il periodo 1970-1980

## Elenco
|           | Membri del Naismith Memorial Basketball Hall of Fame |
| Grassetto | NBA Most Valuable Player                             |

| Stagione  |                          |                         |                         |                        |
| Stagione  | 1º quintetto             | 1º quintetto            | 2º quintetto            | 2º quintetto           |
| Stagione  | Giocatore                | Squadra                 | Giocatore               | Squadra                |
| --------- | ------------------------ | ----------------------- | ----------------------- | ---------------------- |
| 1970-1971 | John Havlicek (6)        | Boston Celtics          | Gus Johnson (4)         | Baltimore Bullets      |
| 1970-1971 | Billy Cunningham (3)     | Philadelphia 76ers      | Bob Love                | Chicago Bulls          |
| 1970-1971 | Lew Alcindor (2)         | Milwaukee Bucks         | Willis Reed (5)         | New York Knicks        |
| 1970-1971 | Jerry West (10)          | Los Angeles Lakers      | Walt Frazier (2)        | New York Knicks        |
| 1970-1971 | Dave Bing (2)            | Detroit Pistons         | Oscar Robertson (11)    | Milwaukee Bucks        |
| 1971-1972 | John Havlicek (7)        | Boston Celtics          | Bob Love (2)            | Chicago Bulls          |
| 1971-1972 | Spencer Haywood          | Seattle SuperSonics     | Billy Cunningham (4)    | Philadelphia 76ers     |
| 1971-1972 | Kareem Abdul-Jabbar (3)  | Milwaukee Bucks         | Wilt Chamberlain (10)   | Los Angeles Lakers     |
| 1971-1972 | Jerry West (11)          | Los Angeles Lakers      | Nate Archibald          | Cincinnati Royals      |
| 1971-1972 | Walt Frazier (3)         | New York Knicks         | Archie Clark            | Baltimore Bullets      |
| 1972-1973 | John Havlicek (8)        | Boston Celtics          | Elvin Hayes             | Baltimore Bullets      |
| 1972-1973 | Spencer Haywood (2)      | Seattle SuperSonics     | Rick Barry (3)          | Golden State Warriors  |
| 1972-1973 | Kareem Abdul-Jabbar (4)  | Milwaukee Bucks         | Dave Cowens             | Boston Celtics         |
| 1972-1973 | Nate Archibald (2)       | Kansas City-Omaha Kings | Walt Frazier (4)        | New York Knicks        |
| 1972-1973 | Jerry West (12)          | Los Angeles Lakers      | Pete Maravich           | Atlanta Hawks          |
| 1973-1974 | John Havlicek (9)        | Boston Celtics          | Elvin Hayes (2)         | Capital Bullets        |
| 1973-1974 | Rick Barry (4)           | Golden State Warriors   | Spencer Haywood (3)     | Seattle SuperSonics    |
| 1973-1974 | Kareem Abdul-Jabbar (5)  | Milwaukee Bucks         | Bob McAdoo              | Buffalo Braves         |
| 1973-1974 | Walt Frazier (5)         | New York Knicks         | Dave Bing (3)           | Detroit Pistons        |
| 1973-1974 | Gail Goodrich            | Los Angeles Lakers      | Norm Van Lier           | Chicago Bulls          |
| 1974-1975 | Rick Barry (5)           | Golden State Warriors   | John Havlicek (10)      | Boston Celtics         |
| 1974-1975 | Elvin Hayes (3)          | Washington Bullets      | Spencer Haywood (4)     | Seattle SuperSonics    |
| 1974-1975 | Bob McAdoo (2)           | Buffalo Braves          | Dave Cowens (2)         | Boston Celtics         |
| 1974-1975 | Nate Archibald (3)       | Kansas City-Omaha Kings | Phil Chenier            | Washington Bullets     |
| 1974-1975 | Walt Frazier (6)         | New York Knicks         | Jo Jo White             | Boston Celtics         |
| 1975-1976 | Rick Barry (6)           | Golden State Warriors   | Elvin Hayes (4)         | Washington Bullets     |
| 1975-1976 | George McGinnis          | Philadelphia 76ers      | John Havlicek (11)      | Boston Celtics         |
| 1975-1976 | Kareem Abdul-Jabbar (6)  | Los Angeles Lakers      | Dave Cowens (3)         | Boston Celtics         |
| 1975-1976 | Nate Archibald (4)       | Kansas City Kings       | Randy Smith             | Buffalo Braves         |
| 1975-1976 | Pete Maravich (2)        | New Orleans Jazz        | Phil Smith              | Golden State Warriors  |
| 1976-1977 | Elvin Hayes (5)          | Washington Bullets      | Julius Erving           | Philadelphia 76ers     |
| 1976-1977 | David Thompson           | Denver Nuggets          | George McGinnis (2)     | Philadelphia 76ers     |
| 1976-1977 | Kareem Abdul-Jabbar (7)  | Los Angeles Lakers      | Bill Walton             | Portland Trail Blazers |
| 1976-1977 | Pete Maravich (3)        | New Orleans Jazz        | George Gervin           | San Antonio Spurs      |
| 1976-1977 | Paul Westphal            | Phoenix Suns            | Jo Jo White (2)         | Boston Celtics         |
| 1977-1978 | Truck Robinson           | New Orleans Jazz        | Walter Davis            | Phoenix Suns           |
| 1977-1978 | Julius Erving (2)        | Philadelphia 76ers      | Maurice Lucas           | Portland Trail Blazers |
| 1977-1978 | Bill Walton (2)          | Portland Trail Blazers  | Kareem Abdul-Jabbar (8) | Los Angeles Lakers     |
| 1977-1978 | George Gervin (2)        | San Antonio Spurs       | Paul Westphal (2)       | Phoenix Suns           |
| 1977-1978 | David Thompson (2)       | Denver Nuggets          | Pete Maravich (3)       | New Orleans Jazz       |
| 1978-1979 | Marques Johnson          | Milwaukee Bucks         | Walter Davis (2)        | Phoenix Suns           |
| 1978-1979 | Elvin Hayes (6)          | Washington Bullets      | Bob Dandridge           | Washington Bullets     |
| 1978-1979 | Moses Malone             | Houston Rockets         | Kareem Abdul-Jabbar (9) | Los Angeles Lakers     |
| 1978-1979 | George Gervin (3)        | San Antonio Spurs       | Lloyd Free              | San Diego Clippers     |
| 1978-1979 | Paul Westphal (3)        | Phoenix Suns            | Phil Ford               | Kansas City Kings      |
| 1979-1980 | Julius Erving (3)        | Philadelphia 76ers      | Dan Roundfield          | Atlanta Hawks          |
| 1979-1980 | Larry Bird               | Boston Celtics          | Marques Johnson (2)     | Milwaukee Bucks        |
| 1979-1980 | Kareem Abdul-Jabbar (10) | Los Angeles Lakers      | Moses Malone (2)        | Houston Rockets        |
| 1979-1980 | George Gervin (4)        | San Antonio Spurs       | Dennis Johnson          | Seattle SuperSonics    |
| 1979-1980 | Paul Westphal (4)        | Phoenix Suns            | Gus Williams            | Seattle SuperSonics    |